# Monte Portella
Der Monte Portella ist ein Berg des Gran Sasso d’Italia, einer Gebirgsgruppe des Apennin in Italien. Er liegt zwischen dem Sella di Monte Aquila (im Nord-Osten) und dem Sattel La Portella, welcher ihn vom markanten westlichen Nachbargipfel Pizzo Cefalone trennt. Damit begrenzt der Monte Portella den Gran Sasso d’Italia nach Süden hin.
Der Monte Portella lässt sich über mehrere leichte Wanderwege vom Campo Imperatore (Parkplatz und Seilbahnstation) aus erreichen und von ihm aus eröffnen sich weitere Tourenmöglichkeiten, zum Beispiel auf den Pizzo Cefalone und weiter in Richtung Pizzo d’Intermesoli.
Auf dem Bergrücken des Monte Portella befindet sich eine von Juni bis September bewirtschaftete Hütte das CAI, das Rifugio Duca degli Abruzzi.